# Arne Lietz

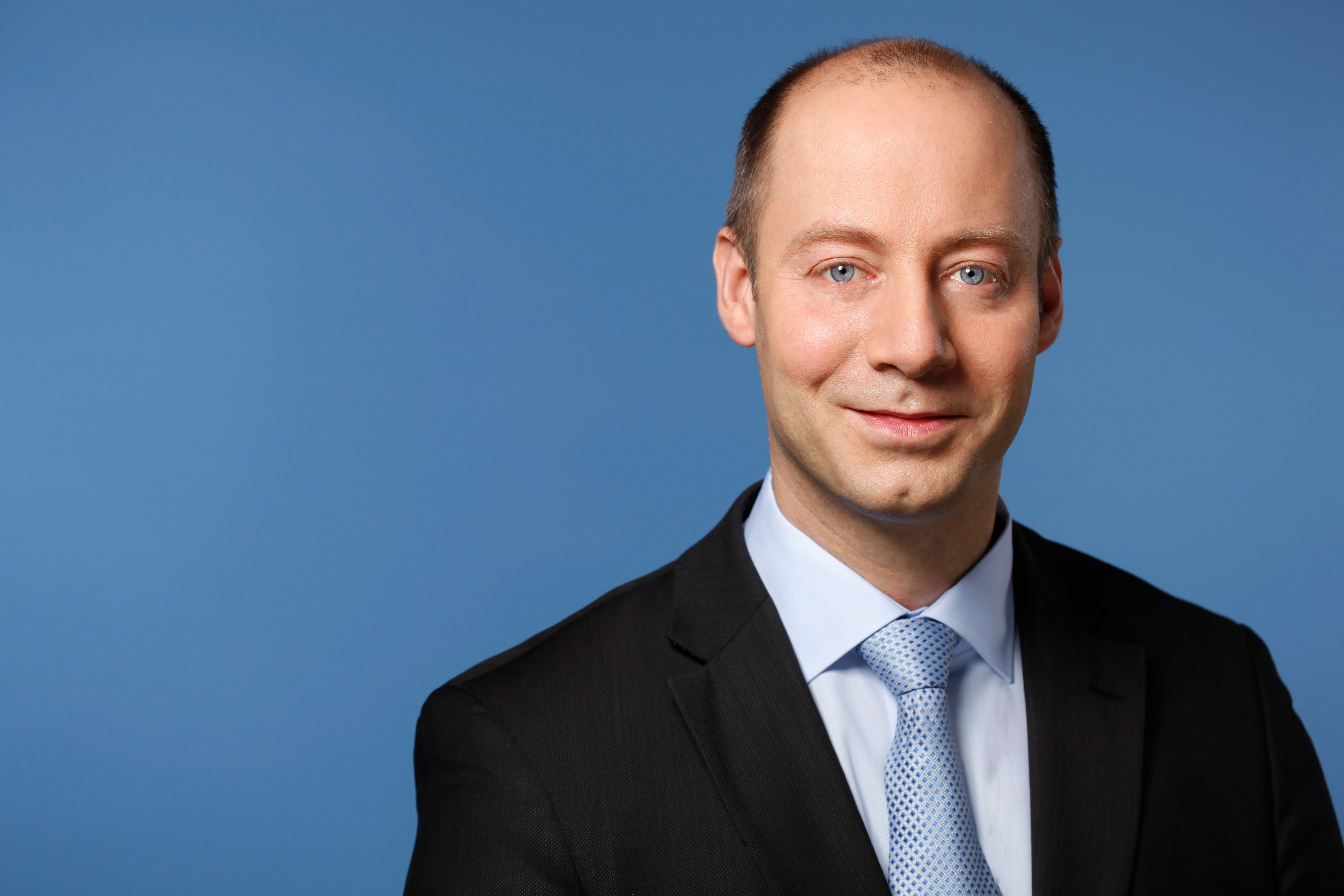
Arne Lietz (2014)

Arne Lietz (* 23. Juli 1976 in Güstrow) ist ein deutscher Politiker der SPD. Bei der Europawahl 2014 wurde er in das Europäische Parlament gewählt, dem er bis 2019 angehörte.

## Leben
Arne Lietz wuchs mit seinen drei Schwestern in einem Mecklenburger Pfarrhaushalt auf. Nach seinem Zivildienst in Boston (USA) über den Verein „Aktion Sühnezeichen Friedensdienste“ und der Mitarbeit im Goethe-Institut studierte er Geschichte, Politik und Erziehungswissenschaften in Berlin und Kapstadt (Südafrika).
Anschließend arbeitete er als Historiker in den USA, Deutschland und England für eine amerikanische Lehrerorganisation als auch für die Bundeszentrale für politische Bildung. Durch sein Interesse an Politik begann er 2007 für den SPD-Bundestagsabgeordneten Engelbert Wistuba zu arbeiten. Der Wahlkreis umfasste die Orte Dessau, Roßlau, Lutherstadt Wittenberg und Köthen. Seit 2010 arbeitet er im Rathaus der Lutherstadt Wittenberg als Referent des Oberbürgermeisters Eckhard Naumann.
Am Reformationstag 2008 trat er der SPD bei und wurde 2011 zum SPD-Ortsvereinsvorsitzenden der Lutherstadt Wittenberg und 2012 zum SPD-Vorsitzenden des Landkreises Wittenberg gewählt. Für die Bundestagswahl 2013 kandidierte er im Wahlkreis Dessau-Wittenberg, erreichte allerdings kein Mandat. Im März 2014 wurde er nachträglich zum Spitzenkandidaten in Sachsen-Anhalt für die Europawahl gekürt. Durch die 27,3 Prozent der SPD bei der Europawahl, konnte er mit Listenplatz 24 auf der Bundesliste als einer der 27 sozialdemokratischen MdEPs aus Deutschland in das Europäische Parlament einziehen. Er ist ordentliches Mitglied im Ausschuss für auswärtige Angelegenheiten sowie im Entwicklungsausschuss. Stellvertretend gehört er dem  Unterausschuss für Sicherheit und Verteidigung (SEDE) an. Neben seiner Arbeit im Europaparlament ist er ehrenamtlich seit 2016 Mitglied der Atlantik-Brücke.
Arne Lietz ist Mitautor der Bücher Aufrecht im Gegenwind. Kinder von 89ern erinnern sich sowie Dritte Generation Ost: Wer wir sind, was wir wollen.

## Parteiarbeit
- 2011–2014 SPD-Ortsvereinsvorsitzender in der Lutherstadt Wittenberg, derzeit Vorstandsmitglied
- seit 2011 Vorsitzender des Fachausschusses Christen in der SPD in Sachsen-Anhalt
- seit 2012 Vorsitzender des SPD-Kreisverbandes Wittenberg
- 2012 einstimmige Nominierung zum Bundestagskandidaten des Wahlkreises 70 Dessau-Wittenberg
- Landes- und Bundesparteitagsdelegierter
- Mitglied im Forum Ostdeutschland der Sozialdemokratie e.V.
- Sprecher des Fachausschusses Kultur in der SPD in Sachsen-Anhalt
- Sprecher des Fachausschusses Europa in der SPD in Sachsen-Anhalt